# Buses Coquimbo-La Serena de Ferrocarriles del Estado
Los buses Coquimbo-La Serena de Ferrocarriles del Estado fueron una línea de buses perteneciente a la empresa mencionada que circularon entre las ciudades de La Serena y Coquimbo entre 1952 y 1968.

## Historia
Hacia 1910 se inició un servicio de trenes entre las ciudades vecinas de La Serena y Coquimbo que permitía trasladar a sus habitantes de una localidad a otra; este servicio fue principalmente utilizado por alumnos coquimbanos que asistían establecimientos educacionales en La Serena, razón por la cual fue denominado coloquialmente como el «Tren de los Estudiantes».

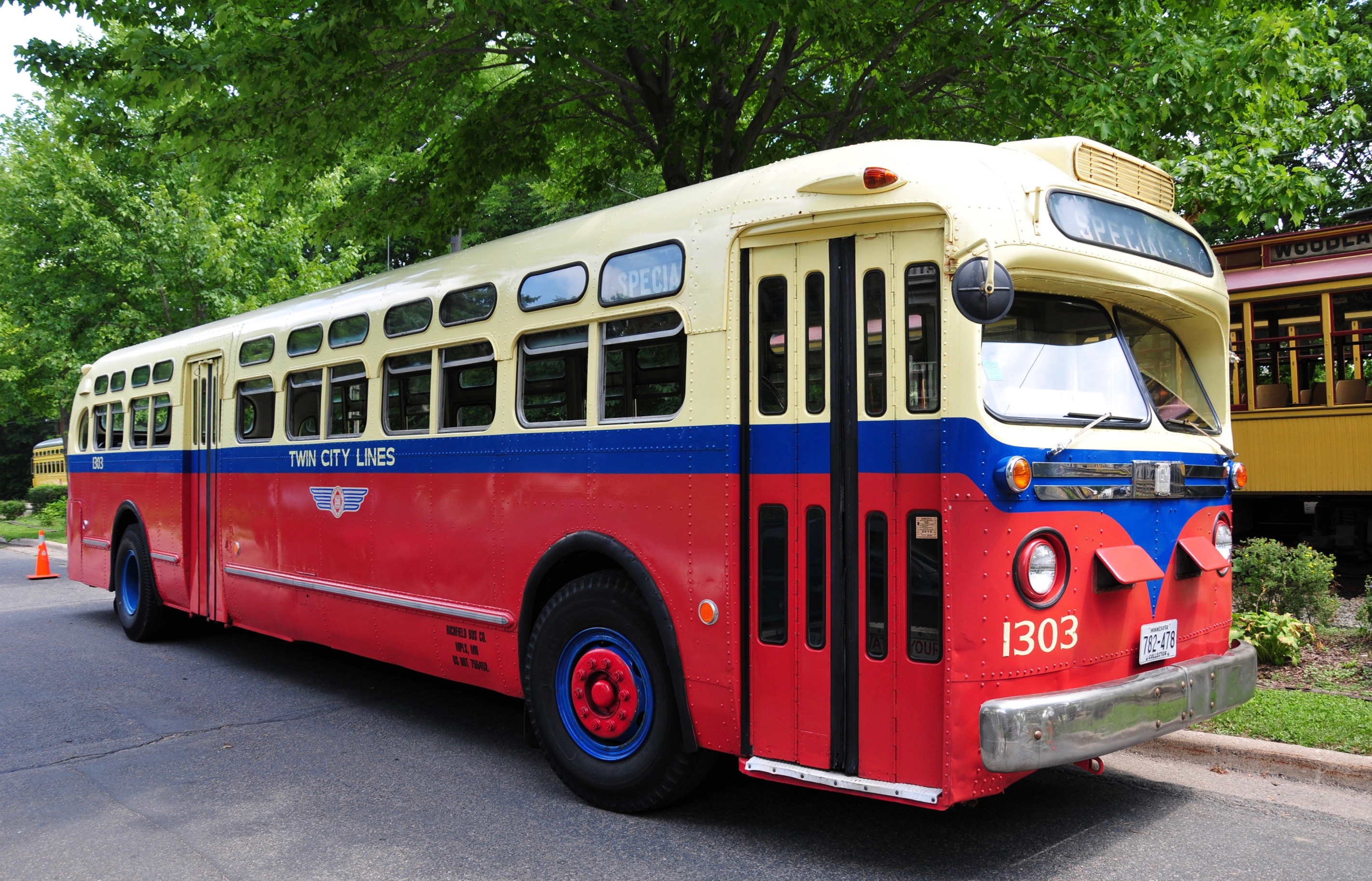
Bus GM Old Look, similar a los utilizados por Ferrocarriles del Estado en La Serena y Coquimbo.

A inicios de los años 1950, producto de la eliminación de las vías férreas que se emplazaban sobre calle Aldunate y el centro de Coquimbo en medio de las obras del Plan Serena, se hizo necesario un nuevo modo de transporte hacia La Serena, el cual fue suplido por autobuses. Luego de una solicitud hecha por EFE en agosto de 1951, se importaron doce modernos buses GM Old Look modelo TDM-3612 que fueron despachados desde Estados Unidos en 2 partidas, cada una de 6 buses, en diciembre de 1951 y enero de 1952. Llegaron a la ciudad el 14 de agosto de 1952 e iniciaron su recorrido el 15 de septiembre del mismo año, con salidas cada 10 minutos en hora punta y cada 15 minutos el resto del día. Los buses eran operados por la Sección Transporte de la Empresa de los Ferrocarriles del Estado, a través de la estación Coquimbo (Guayacán), cuyo jefe hacia 1968 era Sergio de la Carrera. El servicio fue inaugurado de manera oficial en diciembre de 1953.
Entre sus primeros choferes estaban Luis Sáez, Luis López, Alfredo Polle, Carlos Moreno, Daniel Martínez, Manuel Robles y Carlos Yusta. A mediados de 1967 ya existían dudas sobre la continuidad del servicio debido a la vida útil de la flota; en 1962 se informaba que se encontraban operativos solo 7 de los 12 buses, estando los 5 restantes en reparaciones.
Los buses de la Empresa de los Ferrocarriles del Estado circularon entre La Serena y Coquimbo hasta el 30 de junio de 1968. Al momento de su cierre los choferes eran Carlos Yusta, Carlos Moreno, Guillermo Collao, Aníbal Araya, Régulo Torres, Jorge Iván Santana, Raúl Soto, Manuel Baeza, Isidro Castillo y Jorge Araya, a quienes se sumaban Mario Carvajal (inspector fiscalizador), los mecánicos Óscar Canales, Enrique Hunt y Juan de la Rivera, y los inspectores de terminal Mario Espejo y Adrián Castillo. Los últimos cuatro buses que se encontraban en funcionamiento fueron los que poseían los números 6, 7, 11 y 12; otros siete de ellos, que ya se encontraban irreparables, habían sido trasladados en marzo de 1968 a Santiago para ser entregados a la Dirección de Aprovisionamiento del Estado y posteriormente rematados.
En el mismo año en que fueron suprimidos los servicios de los buses de Ferrocarriles del Estado, se propuso por parte del diputado Luis Aguilera Báez la creación de servicios de buses en La Serena y Coquimbo administrados por la Empresa de Transportes Colectivos del Estado (ETCE), situación que finalmente no ocurrió.

## Recorrido
Hacia 1954 el recorrido se iniciaba en los terrenos de la antigua estación de ferrocarriles de Coquimbo, en la esquina de las calles Aldunate y Vicuña, siguiendo por tres variantes diferentes hacia La Serena: una que realizaba el recorrido directo hacia la vecina ciudad por la Ruta 5, otra que transitaba por el sector denominado «El Llano» y otra que se dirigía por la Pampa; llegando a La Serena, los buses se dirigían hacia el este por las avenidas Francisco de Aguirre y Colo-Colo hasta alcanzar el Regimiento Arica, retornando hacia el oeste por las mismas avenidas hasta el Faro Monumental y regresando en sentido inverso por Francisco de Aguirre hasta la Ruta 5 para enfilar en destino hacia Coquimbo.

## Pasajeros movilizados
| Año          | Pasajeros |
| ------------ | --------- |
| 1953         | 177 280   |
| 1954         | 2 251 720 |
| 1955         | 2 217 732 |
| 1956         | 2 271 265 |
| 1957         | 2 219 239 |
| 1958         | 2 462 149 |
| 1959         | 2 925 214 |
| 1960         | 3 312 902 |
| 1961         | 3 012 719 |
| Fuente: EFE. |           |